# Sneaky Pete Kleinow

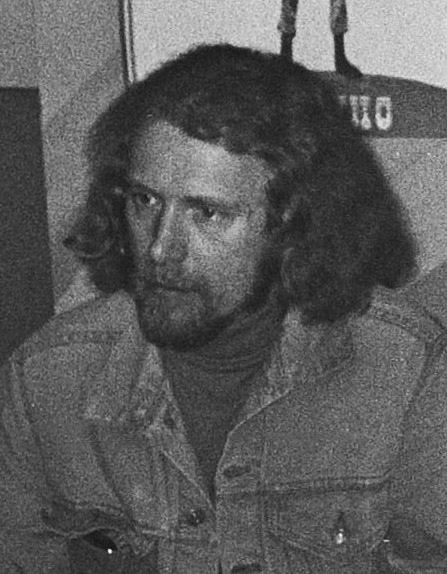
Sneaky Pete Kleinow (Amsterdam, 1970)

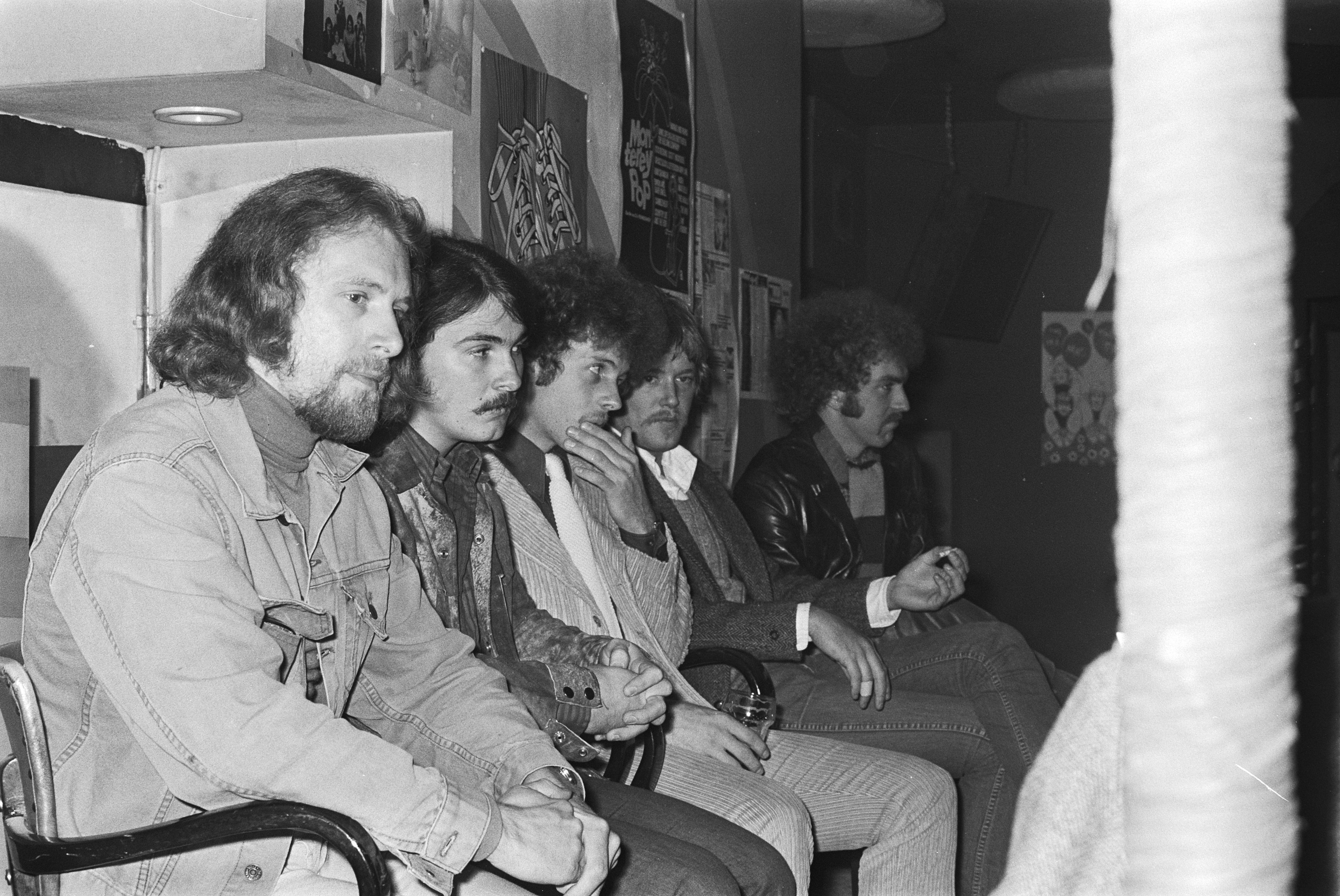
Flying Burritos (Amsterdam, 1970). V. l. n. r.: 'Sneaky' Pete Kleinow, Rick Roberts, Chris Hillman, Michael Clarke & Bernie Leadon

„Sneaky“ Pete Kleinow (* 20. August 1934 in South Bend, Indiana; † 6. Januar 2007 in Petaluma, Kalifornien) war ein US-amerikanischer Country-Musiker.

## Anfänge
Als Siebzehnjähriger erlebte Pete Kleinow einen Auftritt des Steel-Gitarristen Jerry Byrd und war augenblicklich von dem klassischen Instrument der Country-Musik fasziniert. Nach Abschluss seiner Schulzeit arbeitete er zehn Jahre lang als Wartungstechniker beim Michigan State Highway Department. 1963 zog er nach Los Angeles, wo er einen Job als Stop-Motion-Animateur in der Filmindustrie fand. Abends trat er häufig mit seiner Steel-Gitarre in den Clubs der Umgebung auf. Gelegentlich wirkte er als Sessionmusiker bei Schallplattenaufnahmen mit.

## Karriere
1968 wurden die Byrds-Mitglieder Gram Parsons und Chris Hillman auf Kleinow aufmerksam. Wenig später boten sie ihm einen Platz bei ihrer geplanten Neugründung, den Flying Burrito Brothers, an. „Sneaky Pete“ wurde damit zum Gründungsmitglied einer der ersten Country-Rock-Formationen der Musikgeschichte. Nach einem erfolgreichen Plattendebüt mit dem Album Gilded Palace Of Sin erlebten die Burritos zahlreiche Umbesetzungen. Kleinow war fast immer dabei, auch bei der Neugründung 1979 als Burrito Brothers.
Gleichzeitig entwickelte er sich zu einem gefragten Session-Musiker, der zahlreiche Stars – darunter John Lennon, Joni Mitchell und Stevie Wonder – bei ihren Produktionen unterstützte. Außerdem war er weiterhin als Stop-Motion-Animateur tätig. Er wirkte bei mehreren großen Hollywood-Produktionen mit, unter anderem bei Terminator I und II. Das Multitalent bekam schließlich auch Gelegenheit, zwei eigene Alben einzuspielen, bei denen er von ehemaligen Weggefährten, wie den Ex-Byrds Gene Parsons und Skip Battin, begleitet wurde.
Im Laufe des Jahres 2006 gab seine Familie bekannt, dass Kleinow an der Alzheimer-Krankheit litt. Er lebte bis zu seinem Tod in einer betreuten Einrichtung.

## Diskografie
- 1979: Meet Sneaky Pete
- 1994: The Legend & The Legacy